# Scottish Open 2021
Lo Scottish Open 2021 è stato il settimo evento professionistico della stagione 2021-2022 di snooker, il sesto valido per il Ranking, e la 12ª edizione di questo torneo, che si è disputato dal 6 al 12 dicembre 2021, presso la Venue Cymru di Llandudno, in Galles.
È stato il terzo evento stagionale della Home Nations Series e della BetVictor European Series 2021-2022.
Il torneo è stato vinto da Luca Brecel, il quale ha battuto in finale John Higgins per 9-5. Il belga si è aggiudicato così il suo primo Scottish Open, il suo secondo titolo Ranking, il primo dal China Championship 2017, eguagliando a questa quota Cliff Thorburn, Tony Knowles, Dennis Taylor, Doug Mountjoy, Alan McManus, Dominic Dale, Graeme Dott, Michael White ed Anthony McGill, il suo primo evento Home Nations Series e BetVictor European Series, e in generale il suo primo torneo professionistico dall'edizione di giugno 2020 della Championship League, non valevole per la classifica mondiale, in carriera.
Brecel ha disputato la sua seconda finale consecutiva, dopo la sconfitta allo UK Championship contro Zhao Xintong. Higgins ha disputato la sua terza finale in questo torneo, dopo le sconfitte del 1998 contro Ronnie O'Sullivan e del 2016 contro Marco Fu, la sua sesta finale nel 2021 anno solare, nonché la quarta in stagione, dopo le sconfitte al Northern Ireland Open contro Mark Allen, all'English Open contro Neil Robertson (divenendo, di conseguenza, il secondo giocatore a raggiungere a perdere tre finali consecutive nei tornei Home Nations Series, dopo Ronnie O'Sullivan, sconfitto al Northern Ireland Open, allo Scottish Open e al Welsh Open, nel 2020-2021) e al Champion of Champions contro Judd Trump.
Brecel e Higgins non si sfidavano in uno scontro diretto dai sedicesimi di finale del Northern Ireland Open 2021, in cui a trionfare era stato lo scozzese per 4-2. L'ultimo successo del belga risaliva, invece, al Gruppo 7 della Championship League 2018. Si tratta, inoltre, della prima finale giocata tra i due.
Il campione in carica era Mark Selby, il quale è stato eliminato agli ottavi di finale da Anthony McGill.
Durante il corso del torneo sono stati realizzati 39 century breaks, quarantasette in meno della precedente edizione, mentre durante le qualificazioni ne sono stati realizzati 36.
Il 24 settembre 2021 Xiao Guodong ha realizzato il suo primo 147 in carriera, il 169° della storia dello snooker professionistico, il terzo di questa stagione, il quinto del 2021 anno solare e il settimo della storia di questo torneo (l'ultimo era stato realizzato da Zhou Yuelong nel 2020), durante il match vinto per 4-3 contro Fraser Patrick, nel turno di qualificazione. Il cinese è diventato il 73º giocatore diverso a realizzare una "serie perfetta" in un torneo professionistico. Si tratta, inoltre, del nono maximum break messo a referto in un frame decisivo (l'ultimo giocatore a riuscirci era stato John Higgins nell'edizione di settembre-ottobre 2020 della Championship League), nonché del 24° nell'ultimo frame in assoluto dell'incontro.

## Montepremi
- Vincitore: £70000
- Finalista: £30000
- Semifinalisti: £20000
- Quarti di finale: £10000
- Ottavi di finale: £7500
- Sedicesimi di finale: £4000
- Trentaduesimi di finale: £3000
- Miglior break: £5000
- Totale: £405000

## Panoramica

### Aspetti tecnici
Dopo aver disputato l'edizione 2020 alla Marshall Arena di Milton Keynes, in Inghilterra, in quanto unica bolla in grado di ospitare tutto lo staff necessario per i tornei, compresi i giocatori, il torneo si sarebbe dovuto svolgere alla Emirates Arena di Glasgow, in Scozia, sede abituale dell'evento dal 2016 al 2019. Tuttavia, a causa di un problema contrattuale, il 17 agosto 2021 il World Snooker Tour comunica che il torneo viene ospitato, per la prima volta nella sua storia, dalla Venue Cymru di Llandudno, in Galles, struttura che viene aperta al pubblico. L'ultimo evento disputatosi in questo impianto era stato il Tour Championship 2019.

### Aspetti sportivi
Per la prima volta nella sua storia, la Home Nations Series vede disputarsi un turno di qualificazione, che in occasione dello Scottish Open si svolge dal 24 al 29 settembre 2021, presso il Barnsley Metdrodome di Barnsley, in Inghilterra. Prima di essere aggiunto in questa serie di tornei, lo Scottish Open aveva già visto disputarsi le qualifiche dal 1999 al 2003.
L'evento è valevole per la classifica mondiale per la sesta edizione consecutiva e la dodicesima in totale.
Viene confermato per intero il montepremi delle precedenti due edizioni.
Il 28 giugno 2021 l'azienda di scommesse sportive BetVictor comunica di essersi accordata con il World Snooker Tour per sponsorizzare tutti i quattro eventi Home Nations Series, accorpando questa serie di tornei alla BetVictor European Series per la stagione 2021-2022. La BetVictor aveva già sponsorizzato questo torneo nel 2018.
Il vincitore del torneo ha il diritto di partecipare al Champion of Champions 2022.
È assente al torneo Marco Fu, il quale viene sostituito dal dilettante Michael White. Ricevono un invito anche Liam Graham, Amaan Iqbal (questi ultimi due in quanto wildcard nominate dal WST), Sanderson Lam, Michael Georgiou, Si Jiahui e Soheil Vahedi, i quali sono i prescelti per completare il quadro dei 128 giocatori presenti.
L'8 settembre 2021 dà forfait Igor Figueiredo (a causa del suo ritorno in patria, in Brasile), il quale viene sostituito dal dilettante David Lilley.
Il 23 settembre 2021 dà forfait Zhou Yuelong, il quale viene sostituito dal dilettante John Astley.
Il 5 dicembre 2021 danno forfait Neil Robertson (a causa di una forma di acufene) e Mark Williams (a causa dei postumi del COVID-19, contratto tra fine ottobre ed inizio novembre), i quali vengono sostituiti rispettivamente da Bai Langning e James Cahill.

## Copertura
Le seguenti emittenti e piattaforme streaming hanno trasmesso lo Scottish Open 2021.
| Copertura              | Paese/Continente      | Fase           |
| ---------------------- | --------------------- | -------------- |
| Eurosport Player       | Europa                | Qualificazioni |
| Superstar Online       | Cina                  | Qualificazioni |
| Kuaishou               | Cina                  | Qualificazioni |
| Migu                   | Cina                  | Qualificazioni |
| Youku                  | Cina                  | Qualificazioni |
| Zhibo.tv               | Cina                  | Qualificazioni |
| Huya.com               | Cina                  | Qualificazioni |
| Matchroom.live         | Resto del mondo       | Qualificazioni |
| Eurosport              | Regno Unito ed Europa | Fase finale    |
| Quest                  | Regno Unito           | Fase finale    |
| Superstar Online       | Cina                  | Fase finale    |
| Liaoning TV            | Cina                  | Fase finale    |
| Kuaishou               | Cina                  | Fase finale    |
| Migu                   | Cina                  | Fase finale    |
| Youku                  | Cina                  | Fase finale    |
| Zhibo.tv               | Cina                  | Fase finale    |
| Huya.com               | Cina                  | Fase finale    |
| Now TV                 | Hong Kong             | Fase finale    |
| True Sport             | Thailandia            | Fase finale    |
| Sport Cast             | Taiwan                | Fase finale    |
| Sky Sports             | Nuova Zelanda         | Fase finale    |
| DAZN                   | Canada                | Fase finale    |
| Astro SuperSports      | Malaysia              | Fase finale    |
| Premier Sports Network | Filippine             | Fase finale    |
| Matchroom.Live         | Resto del mondo       | Fase finale    |

## Tabellone (qualificazioni)
Le prime 16 teste di serie (esclusi Neil Robertson e Mark Williams, ritiratisi dal torneo dopo la stesura del tabellone) Mark Selby, Judd Trump, Ronnie O'Sullivan, Kyren Wilson, Shaun Murphy, John Higgins, Stephen Maguire, Ding Junhui, Mark Allen, Barry Hawkins, Stuart Bingham, Jack Lisowski, Yan Bingtao ed Anthony McGill e le due wildcard scozzesi Liam Graham ed Amaan Iqbal, disputano il loro turno di qualificazione alla Venue Cymru, sede della fase finale del torneo.
| TS  | Giocatore 1        | Risultato | Giocatore 2           | TS  |
| --- | ------------------ | --------- | --------------------- | --- |
| 1   | Mark Selby         | 4 - 1     | Sean Maddocks         | 108 |
| 100 | Gerard Greene      | 1 - 4     | Oliver Lines          | 69  |
| 32  | Xiao Guodong       | 4 - 3     | Fraser Patrick        | 114 |
| 93  | Duane Jones        | 4 - 2     | Ian Burns             | 101 |
| 16  | Anthony McGill     | 4 - 2     | Jamie Wilson          | 85  |
| 61  | Chris Wakelin      | 4 - 0     | Mark Joyce            | 63  |
|     | John Astley        | 1 - 4     | Lee Walker            | 83  |
| 115 | Jamie O'Neill      | 1 - 4     | Jimmy Robertson       | 48  |
| 49  | Mark Davis         | 4 - 3     | Michael White         |     |
| 24  | Tom Ford           | 4 - 2     | Peter Lines           | 95  |
| 56  | Sunny Akani        | 4 - 0     | Lukas Kleckers        | 76  |
| 9   | Stephen Maguire    | 4 - 3     | Yuan Sijun            | 111 |
|     | Soheil Vahedi      | 2 - 4     | Robbie Williams       | 68  |
| 25  | Zhao Xintong       | 2 - 4     | Lei Peifan            | 113 |
|     | Sanderson Lam      | 4 - 3     | Jamie Clarke          | 67  |
|     | James Cahill       | 0 - 4     | Ben Woollaston        | 52  |
| 5   | Kyren Wilson       | 4 - 0     | Andy Hicks            | 106 |
| 77  | Fergal O'Brien     | 4 - 2     | David Grace           | 58  |
| 28  | Gary Wilson        | 4 - 1     | Cao Yupeng            | 86  |
| 53  | Tian Pengfei       | 1 - 4     | Anthony Hamilton      | 47  |
| 12  | Barry Hawkins      | 0 - 4     | Pang Junxu            | 66  |
| 97  | Louis Heathcote    | 2 - 4     | Iulian Boiko          | 104 |
| 21  | Joe Perry          | 4 - 1     | Andrew Pagett         | 99  |
| 44  | Luca Brecel        | 4 - 1     | Alexander Ursenbacher | 42  |
| 110 | Jackson Page       | 4 - 2     | Aaron Hill            | 81  |
| 20  | Graeme Dott        | 1 - 4     | Michael Judge         | 120 |
| 79  | Ashley Hugill      | 3 - 4     | Matthew Selt          | 33  |
| 13  | Stuart Bingham     | 1 - 4     | Andrew Higginson      | 62  |
| 35  | Scott Donaldson    | 4 - 2     | Jak Jones             | 65  |
| 29  | Ricky Walden       | 3 - 4     | Steven Hallworth      | 70  |
| 36  | Matthew Stevens    | 1 - 4     | Si Jiahui             |     |
|     | Bai Langning       | 2 - 4     | Ben Hancorn           | 84  |
| 3   | Ronnie O'Sullivan  | 4 - 2     | Dominic Dale          | 60  |
| 94  | Farakh Ajaib       | 0 - 4     | Michael Georgiou      |     |
| 30  | Liang Wenbó        | 4 - 3     | Elliot Slessor        | 43  |
| 89  | Stephen Hendry     | 0 - 4     | Allan Taylor          | 75  |
| 14  | Jack Lisowski      | 1 - 4     | Stuart Carrington     | 51  |
| 57  | Joe O'Connor       | 2 - 4     | Jamie Jones           | 50  |
| 19  | Thepchaiya Un-Nooh | 2 - 4     | Sam Craigie           | 55  |
| 45  | Liam Highfield     | 0 - 4     | Zhao Jianbo           | 74  |
| 34  | Lu Ning            | 1 - 4     | Xu Si                 | 98  |
| 22  | Ali Carter         | 3 - 4     | Ken Doherty           | 73  |
| 59  | Mark King          | 4 - 3     | Rory McLeod           | 78  |
| 11  | Mark Allen         | 3 - 4     | Martin O'Donnell      | 46  |
| 40  | Hossein Vafaei     | 4 - 2     | Fan Zhengyi           | 88  |
| 27  | Kurt Maflin        | 2 - 4     | Wu Yize               | 107 |
| 38  | Li Hang            | 4 - 0     | Nigel Bond            | 64  |
| 6   | Shaun Murphy       | 4 - 3     | Ng On-yee             | 121 |
| 7   | John Higgins       | 4 - 1     | Alfie Burden          | 118 |
| WC  | Amaan Iqbal        | 1 - 4     | Noppon Saengkham      | 39  |
| 26  | Ryan Day           | 4 - 3     | Lyu Haotian           | 54  |
| 80  | Gao Yang           | 4 - 1     | Peter Devlin          | 82  |
| 10  | Ding Junhui        | 3 - 4     | Zhang Anda            | 119 |
| 109 | Mitchell Mann      | 4 - 2     | Reanne Evans          | 117 |
| 23  | Martin Gould       | 4 - 2     | Zhang Jiankang        | 90  |
| 103 | Barry Pinches      | 1 - 4     | Jordan Brown          | 37  |
| 102 | Jimmy White        | 1 - 4     | Chang Bingyu          | 92  |
| 18  | David Gilbert      | 4 - 1     | Simon Lichtenberg     | 72  |
| 71  | Ashley Carty       | 3 - 4     | Hammad Miah           | 91  |
| 15  | Yan Bingtao        | 4 - 0     | Zak Surety            | 87  |
|     | David Lilley       | 4 - 0     | Dean Young            | 116 |
| 31  | Michael Holt       | 4 - 3     | Liam Graham           | WC  |
| 105 | Chen Zifan         | 2 - 4     | Craig Steadman        | 96  |
| 2   | Judd Trump         | 4 - 0     | Robert Milkins        | 41  |

## Century breaks
Durante il corso delle qualificazioni per il torneo sono stati realizzati 36 century breaks.
| N° | Giocatore          | Century breaks | Miglior break |
| -- | ------------------ | -------------- | ------------- |
| 1  | Xiao Guodong       | 2              | 147           |
| =  | Mark Selby         | 2              | 135           |
| =  | Michael Judge      | 2              | 133           |
| =  | David Gilbert      | 2              | 131           |
| =  | Kyren Wilson       | 2              | 130           |
| =  | Noppon Saengkham   | 2              | 118           |
| 2  | Fan Zhengyi        | 1              | 133           |
| =  | Jack Lisowski      | 1              | 132           |
| =  | Ronnie O'Sullivan  | 1              | 132           |
| =  | Robbie Williams    | 1              | 130           |
| =  | Shaun Murphy       | 1              | 130           |
| =  | Jackson Page       | 1              | 126           |
| =  | Michael Georgiou   | 1              | 125           |
| =  | Ricky Walden       | 1              | 121           |
| =  | Oliver Lines       | 1              | 116           |
| =  | Kurt Maflin        | 1              | 116           |
| =  | Tom Ford           | 1              | 115           |
| =  | Elliot Slessor     | 1              | 114           |
| =  | Zhang Anda         | 1              | 112           |
| =  | Thepchaiya Un-Nooh | 1              | 109           |
| =  | Chang Bingyu       | 1              | 109           |
| =  | Mark Allen         | 1              | 107           |
| =  | Stephen Maguire    | 1              | 107           |
| =  | Si Jiahui          | 1              | 105           |
| =  | Martin Gould       | 1              | 104           |
| =  | Jak Jones          | 1              | 103           |
| =  | David Lilley       | 1              | 102           |
| =  | Michael Holt       | 1              | 102           |
| =  | Mitchell Mann      | 1              | 100           |
| =  | Judd Trump         | 1              | 100           |

## Maximum breaks
Durante il corso delle qualificazioni per il torneo è stato realizzato un maximum break.
| N° | Giocatore    | Avversario     | Turno          | Data              | Note  |
| -- | ------------ | -------------- | -------------- | ----------------- | ----- |
| 1  | Xiao Guodong | Fraser Patrick | Qualificazioni | 24 settembre 2021 | [ 5 ] |

## Tabellone (fase finale)
|  | Trentaduesimi di finale Al meglio dei 7 frames | Trentaduesimi di finale Al meglio dei 7 frames | Trentaduesimi di finale Al meglio dei 7 frames |  |  | Sedicesimi di finale Al meglio dei 7 frames | Sedicesimi di finale Al meglio dei 7 frames | Sedicesimi di finale Al meglio dei 7 frames |                      |   | Ottavi di finale Al meglio dei 7 frames | Ottavi di finale Al meglio dei 7 frames | Ottavi di finale Al meglio dei 7 frames |                     |   | Quarti di finale Al meglio dei 9 frames | Quarti di finale Al meglio dei 9 frames | Quarti di finale Al meglio dei 9 frames |                  |   | Semifinali Al meglio degli 11 frames | Semifinali Al meglio degli 11 frames | Semifinali Al meglio degli 11 frames |                  |   | Finale Al meglio dei 17 frames | Finale Al meglio dei 17 frames | Finale Al meglio dei 17 frames |  |
|  |                                                |                                                |                                                |  |  |                                             |                                             |                                             |                      |   |                                         |                                         |                                         |                     |   |                                         |                                         |                                         |                  |   |                                      |                                      |                                      |                  |   |                                |                                |                                |  |
|  | Mark Selby (1)                                 | Mark Selby (1)                                 | 4                                              |  |  |                                             |                                             |                                             |                      |   |                                         |                                         |                                         |                     |   |                                         |                                         |                                         |                  |   |                                      |                                      |                                      |                  |   |                                |                                |                                |  |
|  | Oliver Lines (69)                              | Oliver Lines (69)                              | 1                                              |  |  | Mark Selby (1)                              | Mark Selby (1)                              | 4                                           |                      |   |                                         |                                         |                                         |                     |   |                                         |                                         |                                         |                  |   |                                      |                                      |                                      |                  |   |                                |                                |                                |  |
|  | Xiao Guodong (32)                              | Xiao Guodong (32)                              | 4                                              |  |  | Xiao Guodong (32)                           | Xiao Guodong (32)                           | 2                                           |                      |   |                                         |                                         |                                         |                     |   |                                         |                                         |                                         |                  |   |                                      |                                      |                                      |                  |   |                                |                                |                                |  |
|  | Duane Jones (93)                               | Duane Jones (93)                               | 2                                              |  |  |                                             |                                             |                                             |                      |   | Mark Selby (1)                          | Mark Selby (1)                          | 3                                       |                     |   |                                         |                                         |                                         |                  |   |                                      |                                      |                                      |                  |   |                                |                                |                                |  |
|  | Anthony McGill (16)                            | Anthony McGill (16)                            | 4                                              |  |  |                                             |                                             | Anthony McGill (16)                         | Anthony McGill (16)  | 4 |                                         |                                         |                                         |                     |   |                                         |                                         |                                         |                  |   |                                      |                                      |                                      |                  |   |                                |                                |                                |  |
|  | Chris Wakelin (61)                             | Chris Wakelin (61)                             | 1                                              |  |  | Anthony McGill (16)                         | Anthony McGill (16)                         | 4                                           |                      |   |                                         |                                         |                                         |                     |   |                                         |                                         |                                         |                  |   |                                      |                                      |                                      |                  |   |                                |                                |                                |  |
|  | Lee Walker (83)                                | Lee Walker (83)                                | 1                                              |  |  | Jimmy Robertson (48)                        | Jimmy Robertson (48)                        | 3                                           |                      |   |                                         |                                         |                                         |                     |   |                                         |                                         |                                         |                  |   |                                      |                                      |                                      |                  |   |                                |                                |                                |  |
|  | Jimmy Robertson (48)                           | Jimmy Robertson (48)                           | 4                                              |  |  |                                             |                                             |                                             |                      |   | Anthony McGill (16)                     | Anthony McGill (16)                     | 5                                       |                     |   |                                         |                                         |                                         |                  |   |                                      |                                      |                                      |                  |   |                                |                                |                                |  |
|  | Mark Davis (49)                                | Mark Davis (49)                                | 1                                              |  |  |                                             |                                             |                                             |                      |   |                                         |                                         | Stephen Maguire (9)                     | Stephen Maguire (9) | 3 |                                         |                                         |                                         |                  |   |                                      |                                      |                                      |                  |   |                                |                                |                                |  |
|  | Tom Ford (24)                                  | Tom Ford (24)                                  | 4                                              |  |  | Tom Ford (24)                               | Tom Ford (24)                               | 0                                           |                      |   |                                         |                                         |                                         |                     |   |                                         |                                         |                                         |                  |   |                                      |                                      |                                      |                  |   |                                |                                |                                |  |
|  | Sunny Akani (56)                               | Sunny Akani (56)                               | 1                                              |  |  | Stephen Maguire (9)                         | Stephen Maguire (9)                         | 4                                           |                      |   |                                         |                                         |                                         |                     |   |                                         |                                         |                                         |                  |   |                                      |                                      |                                      |                  |   |                                |                                |                                |  |
|  | Stephen Maguire (9)                            | Stephen Maguire (9)                            | 4                                              |  |  |                                             |                                             |                                             |                      |   | Stephen Maguire (9)                     | Stephen Maguire (9)                     | 4                                       |                     |   |                                         |                                         |                                         |                  |   |                                      |                                      |                                      |                  |   |                                |                                |                                |  |
|  | Robbie Williams (68)                           | Robbie Williams (68)                           | 2                                              |  |  |                                             |                                             | Ben Woollaston (52)                         | Ben Woollaston (52)  | 1 |                                         |                                         |                                         |                     |   |                                         |                                         |                                         |                  |   |                                      |                                      |                                      |                  |   |                                |                                |                                |  |
|  | Lei Peifan (113)                               | Lei Peifan (113)                               | 4                                              |  |  | Lei Peifan (113)                            | Lei Peifan (113)                            | 1                                           |                      |   |                                         |                                         |                                         |                     |   |                                         |                                         |                                         |                  |   |                                      |                                      |                                      |                  |   |                                |                                |                                |  |
|  | Sanderson Lam                                  | Sanderson Lam                                  | 0                                              |  |  | Ben Woollaston (52)                         | Ben Woollaston (52)                         | 4                                           |                      |   |                                         |                                         |                                         |                     |   |                                         |                                         |                                         |                  |   |                                      |                                      |                                      |                  |   |                                |                                |                                |  |
|  | Ben Woollaston (52)                            | Ben Woollaston (52)                            | 4                                              |  |  |                                             |                                             |                                             |                      |   | Anthony McGill (16)                     | Anthony McGill (16)                     | 1                                       |                     |   |                                         |                                         |                                         |                  |   |                                      |                                      |                                      |                  |   |                                |                                |                                |  |
|  | Kyren Wilson (5)                               | Kyren Wilson (5)                               | 1                                              |  |  |                                             |                                             |                                             |                      |   |                                         |                                         |                                         |                     |   |                                         |                                         | Luca Brecel (44)                        | Luca Brecel (44) | 6 |                                      |                                      |                                      |                  |   |                                |                                |                                |  |
|  | Fergal O'Brien (77)                            | Fergal O'Brien (77)                            | 4                                              |  |  | Fergal O'Brien (77)                         | Fergal O'Brien (77)                         | 4                                           |                      |   |                                         |                                         |                                         |                     |   |                                         |                                         |                                         |                  |   |                                      |                                      |                                      |                  |   |                                |                                |                                |  |
|  | Gary Wilson (28)                               | Gary Wilson (28)                               | 4                                              |  |  | Gary Wilson (28)                            | Gary Wilson (28)                            | 1                                           |                      |   |                                         |                                         |                                         |                     |   |                                         |                                         |                                         |                  |   |                                      |                                      |                                      |                  |   |                                |                                |                                |  |
|  | Anthony Hamilton (47)                          | Anthony Hamilton (47)                          | 1                                              |  |  |                                             |                                             |                                             |                      |   | Fergal O'Brien (77)                     | Fergal O'Brien (77)                     | 1                                       |                     |   |                                         |                                         |                                         |                  |   |                                      |                                      |                                      |                  |   |                                |                                |                                |  |
|  | Pang Junxu (66)                                | Pang Junxu (66)                                | 4                                              |  |  |                                             |                                             | Luca Brecel (44)                            | Luca Brecel (44)     | 4 |                                         |                                         |                                         |                     |   |                                         |                                         |                                         |                  |   |                                      |                                      |                                      |                  |   |                                |                                |                                |  |
|  | Iulian Boiko (104)                             | Iulian Boiko (104)                             | 2                                              |  |  | Pang Junxu (66)                             | Pang Junxu (66)                             | 3                                           |                      |   |                                         |                                         |                                         |                     |   |                                         |                                         |                                         |                  |   |                                      |                                      |                                      |                  |   |                                |                                |                                |  |
|  | Joe Perry (21)                                 | Joe Perry (21)                                 | 2                                              |  |  | Luca Brecel (44)                            | Luca Brecel (44)                            | 4                                           |                      |   |                                         |                                         |                                         |                     |   |                                         |                                         |                                         |                  |   |                                      |                                      |                                      |                  |   |                                |                                |                                |  |
|  | Luca Brecel (44)                               | Luca Brecel (44)                               | 4                                              |  |  |                                             |                                             |                                             |                      |   | Luca Brecel (44)                        | Luca Brecel (44)                        | 5                                       |                     |   |                                         |                                         |                                         |                  |   |                                      |                                      |                                      |                  |   |                                |                                |                                |  |
|  | Jackson Page (110)                             | Jackson Page (110)                             | 4                                              |  |  |                                             |                                             |                                             |                      |   |                                         |                                         | Matthew Selt (33)                       | Matthew Selt (33)   | 4 |                                         |                                         |                                         |                  |   |                                      |                                      |                                      |                  |   |                                |                                |                                |  |
|  | Michael Judge (120)                            | Michael Judge (120)                            | 3                                              |  |  | Jackson Page (110)                          | Jackson Page (110)                          | 3                                           |                      |   |                                         |                                         |                                         |                     |   |                                         |                                         |                                         |                  |   |                                      |                                      |                                      |                  |   |                                |                                |                                |  |
|  | Matthew Selt (33)                              | Matthew Selt (33)                              | 4                                              |  |  | Matthew Selt (33)                           | Matthew Selt (33)                           | 4                                           |                      |   |                                         |                                         |                                         |                     |   |                                         |                                         |                                         |                  |   |                                      |                                      |                                      |                  |   |                                |                                |                                |  |
|  | Andrew Higginson (62)                          | Andrew Higginson (62)                          | 0                                              |  |  |                                             |                                             |                                             |                      |   | Matthew Selt (33)                       | Matthew Selt (33)                       | 4                                       |                     |   |                                         |                                         |                                         |                  |   |                                      |                                      |                                      |                  |   |                                |                                |                                |  |
|  | Scott Donaldson (35)                           | Scott Donaldson (35)                           | 4                                              |  |  |                                             |                                             | Scott Donaldson (35)                        | Scott Donaldson (35) | 2 |                                         |                                         |                                         |                     |   |                                         |                                         |                                         |                  |   |                                      |                                      |                                      |                  |   |                                |                                |                                |  |
|  | Steven Hallworth (70)                          | Steven Hallworth (70)                          | 3                                              |  |  | Scott Donaldson (35)                        | Scott Donaldson (35)                        | 4                                           |                      |   |                                         |                                         |                                         |                     |   |                                         |                                         |                                         |                  |   |                                      |                                      |                                      |                  |   |                                |                                |                                |  |
|  | Si Jiahui                                      | Si Jiahui                                      | 1                                              |  |  | Ben Hancorn (84)                            | Ben Hancorn (84)                            | 2                                           |                      |   |                                         |                                         |                                         |                     |   |                                         |                                         |                                         |                  |   |                                      |                                      |                                      |                  |   |                                |                                |                                |  |
|  | Ben Hancorn (84)                               | Ben Hancorn (84)                               | 4                                              |  |  |                                             |                                             |                                             |                      |   | Luca Brecel (44)                        | Luca Brecel (44)                        | 9                                       |                     |   |                                         |                                         |                                         |                  |   |                                      |                                      |                                      |                  |   |                                |                                |                                |  |
|  | Ronnie O'Sullivan (3)                          | Ronnie O'Sullivan (3)                          | 4                                              |  |  |                                             |                                             |                                             |                      |   |                                         |                                         |                                         |                     |   |                                         |                                         |                                         |                  |   |                                      |                                      | John Higgins (7)                     | John Higgins (7) | 5 |                                |                                |                                |  |
|  | Michael Georgiou                               | Michael Georgiou                               | 0                                              |  |  | Ronnie O'Sullivan (3)                       | Ronnie O'Sullivan (3)                       | 4                                           |                      |   |                                         |                                         |                                         |                     |   |                                         |                                         |                                         |                  |   |                                      |                                      |                                      |                  |   |                                |                                |                                |  |
|  | Liang Wenbó (30)                               | Liang Wenbó (30)                               | 4                                              |  |  | Liang Wenbó (30)                            | Liang Wenbó (30)                            | 3                                           |                      |   |                                         |                                         |                                         |                     |   |                                         |                                         |                                         |                  |   |                                      |                                      |                                      |                  |   |                                |                                |                                |  |
|  | Allan Taylor (75)                              | Allan Taylor (75)                              | 0                                              |  |  |                                             |                                             |                                             |                      |   | Ronnie O'Sullivan (3)                   | Ronnie O'Sullivan (3)                   | 4                                       |                     |   |                                         |                                         |                                         |                  |   |                                      |                                      |                                      |                  |   |                                |                                |                                |  |
|  | Stuart Carrington (51)                         | Stuart Carrington (51)                         | 0                                              |  |  |                                             |                                             | Jamie Jones (50)                            | Jamie Jones (50)     | 3 |                                         |                                         |                                         |                     |   |                                         |                                         |                                         |                  |   |                                      |                                      |                                      |                  |   |                                |                                |                                |  |
|  | Jamie Jones (50)                               | Jamie Jones (50)                               | 4                                              |  |  | Jamie Jones (50)                            | Jamie Jones (50)                            | 4                                           |                      |   |                                         |                                         |                                         |                     |   |                                         |                                         |                                         |                  |   |                                      |                                      |                                      |                  |   |                                |                                |                                |  |
|  | Sam Craigie (55)                               | Sam Craigie (55)                               | 4                                              |  |  | Sam Craigie (55)                            | Sam Craigie (55)                            | 3                                           |                      |   |                                         |                                         |                                         |                     |   |                                         |                                         |                                         |                  |   |                                      |                                      |                                      |                  |   |                                |                                |                                |  |
|  | Zhao Jianbo (74)                               | Zhao Jianbo (74)                               | 2                                              |  |  |                                             |                                             |                                             |                      |   | Ronnie O'Sullivan (3)                   | Ronnie O'Sullivan (3)                   | 5                                       |                     |   |                                         |                                         |                                         |                  |   |                                      |                                      |                                      |                  |   |                                |                                |                                |  |
|  | Xu Si (98)                                     | Xu Si (98)                                     | 4                                              |  |  |                                             |                                             |                                             |                      |   |                                         |                                         | Li Hang (38)                            | Li Hang (38)        | 4 |                                         |                                         |                                         |                  |   |                                      |                                      |                                      |                  |   |                                |                                |                                |  |
|  | Ken Doherty (73)                               | Ken Doherty (73)                               | 2                                              |  |  | Xu Si (98)                                  | Xu Si (98)                                  | 3                                           |                      |   |                                         |                                         |                                         |                     |   |                                         |                                         |                                         |                  |   |                                      |                                      |                                      |                  |   |                                |                                |                                |  |
|  | Mark King (59)                                 | Mark King (59)                                 | 2                                              |  |  | Martin O'Donnell (46)                       | Martin O'Donnell (46)                       | 4                                           |                      |   |                                         |                                         |                                         |                     |   |                                         |                                         |                                         |                  |   |                                      |                                      |                                      |                  |   |                                |                                |                                |  |
|  | Martin O'Donnell (46)                          | Martin O'Donnell (46)                          | 4                                              |  |  |                                             |                                             |                                             |                      |   | Martin O'Donnell (46)                   | Martin O'Donnell (46)                   | 2                                       |                     |   |                                         |                                         |                                         |                  |   |                                      |                                      |                                      |                  |   |                                |                                |                                |  |
|  | Hossein Vafaei (40)                            | Hossein Vafaei (40)                            | 4                                              |  |  |                                             |                                             | Li Hang (38)                                | Li Hang (38)         | 4 |                                         |                                         |                                         |                     |   |                                         |                                         |                                         |                  |   |                                      |                                      |                                      |                  |   |                                |                                |                                |  |
|  | Wu Yize (107)                                  | Wu Yize (107)                                  | 3                                              |  |  | Hossein Vafaei (40)                         | Hossein Vafaei (40)                         | 3                                           |                      |   |                                         |                                         |                                         |                     |   |                                         |                                         |                                         |                  |   |                                      |                                      |                                      |                  |   |                                |                                |                                |  |
|  | Li Hang (38)                                   | Li Hang (38)                                   | 4                                              |  |  | Li Hang (38)                                | Li Hang (38)                                | 4                                           |                      |   |                                         |                                         |                                         |                     |   |                                         |                                         |                                         |                  |   |                                      |                                      |                                      |                  |   |                                |                                |                                |  |
|  | Shaun Murphy (6)                               | Shaun Murphy (6)                               | 2                                              |  |  |                                             |                                             |                                             |                      |   | Ronnie O'Sullivan (3)                   | Ronnie O'Sullivan (3)                   | 1                                       |                     |   |                                         |                                         |                                         |                  |   |                                      |                                      |                                      |                  |   |                                |                                |                                |  |
|  | John Higgins (7)                               | John Higgins (7)                               | 4                                              |  |  |                                             |                                             |                                             |                      |   |                                         |                                         |                                         |                     |   |                                         |                                         | John Higgins (7)                        | John Higgins (7) | 6 |                                      |                                      |                                      |                  |   |                                |                                |                                |  |
|  | Noppon Saengkham (39)                          | Noppon Saengkham (39)                          | 1                                              |  |  | John Higgins (7)                            | John Higgins (7)                            | 4                                           |                      |   |                                         |                                         |                                         |                     |   |                                         |                                         |                                         |                  |   |                                      |                                      |                                      |                  |   |                                |                                |                                |  |
|  | Ryan Day (26)                                  | Ryan Day (26)                                  | 4                                              |  |  | Ryan Day (26)                               | Ryan Day (26)                               | 0                                           |                      |   |                                         |                                         |                                         |                     |   |                                         |                                         |                                         |                  |   |                                      |                                      |                                      |                  |   |                                |                                |                                |  |
|  | Gao Yang (80)                                  | Gao Yang (80)                                  | 0                                              |  |  |                                             |                                             |                                             |                      |   | John Higgins (7)                        | John Higgins (7)                        | 4                                       |                     |   |                                         |                                         |                                         |                  |   |                                      |                                      |                                      |                  |   |                                |                                |                                |  |
|  | Zhang Anda (119)                               | Zhang Anda (119)                               | 4                                              |  |  |                                             |                                             | Martin Gould (23)                           | Martin Gould (23)    | 2 |                                         |                                         |                                         |                     |   |                                         |                                         |                                         |                  |   |                                      |                                      |                                      |                  |   |                                |                                |                                |  |
|  | Mitchell Mann (109)                            | Mitchell Mann (109)                            | 1                                              |  |  | Zhang Anda (119)                            | Zhang Anda (119)                            | 2                                           |                      |   |                                         |                                         |                                         |                     |   |                                         |                                         |                                         |                  |   |                                      |                                      |                                      |                  |   |                                |                                |                                |  |
|  | Martin Gould (23)                              | Martin Gould (23)                              | 4                                              |  |  | Martin Gould (23)                           | Martin Gould (23)                           | 4                                           |                      |   |                                         |                                         |                                         |                     |   |                                         |                                         |                                         |                  |   |                                      |                                      |                                      |                  |   |                                |                                |                                |  |
|  | Jordan Brown (37)                              | Jordan Brown (37)                              | 3                                              |  |  |                                             |                                             |                                             |                      |   | John Higgins (7)                        | John Higgins (7)                        | 5                                       |                     |   |                                         |                                         |                                         |                  |   |                                      |                                      |                                      |                  |   |                                |                                |                                |  |
|  | Chang Bingyu (92)                              | Chang Bingyu (92)                              | 2                                              |  |  |                                             |                                             |                                             |                      |   |                                         |                                         | David Gilbert (18)                      | David Gilbert (18)  | 3 |                                         |                                         |                                         |                  |   |                                      |                                      |                                      |                  |   |                                |                                |                                |  |
|  | David Gilbert (18)                             | David Gilbert (18)                             | 4                                              |  |  | David Gilbert (18)                          | David Gilbert (18)                          | 4                                           |                      |   |                                         |                                         |                                         |                     |   |                                         |                                         |                                         |                  |   |                                      |                                      |                                      |                  |   |                                |                                |                                |  |
|  | Hammad Miah (91)                               | Hammad Miah (91)                               | 4                                              |  |  | Hammad Miah (91)                            | Hammad Miah (91)                            | 0                                           |                      |   |                                         |                                         |                                         |                     |   |                                         |                                         |                                         |                  |   |                                      |                                      |                                      |                  |   |                                |                                |                                |  |
|  | Yan Bingtao (15)                               | Yan Bingtao (15)                               | 1                                              |  |  |                                             |                                             |                                             |                      |   | David Gilbert (18)                      | David Gilbert (18)                      | 4                                       |                     |   |                                         |                                         |                                         |                  |   |                                      |                                      |                                      |                  |   |                                |                                |                                |  |
|  | David Lilley                                   | David Lilley                                   | w/o                                            |  |  |                                             |                                             | Judd Trump (2)                              | Judd Trump (2)       | 3 |                                         |                                         |                                         |                     |   |                                         |                                         |                                         |                  |   |                                      |                                      |                                      |                  |   |                                |                                |                                |  |
|  | Michael Holt (31)                              | Michael Holt (31)                              | w/d                                            |  |  | David Lilley                                | David Lilley                                | 0                                           |                      |   |                                         |                                         |                                         |                     |   |                                         |                                         |                                         |                  |   |                                      |                                      |                                      |                  |   |                                |                                |                                |  |
|  | Craig Steadman (96)                            | Craig Steadman (96)                            | 0                                              |  |  | Judd Trump (2)                              | Judd Trump (2)                              | 4                                           |                      |   |                                         |                                         |                                         |                     |   |                                         |                                         |                                         |                  |   |                                      |                                      |                                      |                  |   |                                |                                |                                |  |
|  | Judd Trump (2)                                 | Judd Trump (2)                                 | 4                                              |  |  |                                             |                                             |                                             |                      |   |                                         |                                         |                                         |                     |   |                                         |                                         |                                         |                  |   |                                      |                                      |                                      |                  |   |                                |                                |                                |  |

| Finale (Al meglio dei 17 frames) Venue Cymru, Llandudno, 12 dicembre 2021. Arbitro: Colin Humphries                          | | |
| Luca Brecel (44) | 9–5 | John Higgins (7) |
| Prima sessione: 71–33, 96–0, 61–8, 0–91, 69–21, 59–56, 46–75, 104–0 Seconda sessione: 79–27, 98–0, 5–97, 17–73, 25–62, 127–0 | Miglior break (Brecel): 127 Century breaks (Brecel): 2 Miglior break (Higgins): 73 Century breaks (Higgins): 0 | Prima sessione: 71–33, 96–0, 61–8, 0–91, 69–21, 59–56, 46–75, 104–0 Seconda sessione: 79–27, 98–0, 5–97, 17–73, 25–62, 127–0 |
| Luca Brecel vince il BetVictor Scottish Open 2021                                                                            | | |

## Century breaks
Durante il corso del torneo sono stati realizzati 39 century breaks.
| N° | Giocatore         | Century breaks | Miglior break |
| -- | ----------------- | -------------- | ------------- |
| 1  | David Gilbert     | 4              | 130           |
| =  | Judd Trump        | 4              | 113           |
| 2  | Mark Selby        | 3              | 116           |
| 3  | John Higgins      | 2              | 139           |
| =  | Jimmy Robertson   | 2              | 133           |
| =  | Liang Wenbó       | 2              | 128           |
| =  | Luca Brecel       | 2              | 127           |
| =  | Anthony McGill    | 2              | 113           |
| 4  | Fergal O'Brien    | 1              | 140           |
| =  | Martin O'Donnell  | 1              | 135           |
| =  | Jamie Jones       | 1              | 131           |
| =  | Ronnie O'Sullivan | 1              | 131           |
| =  | Pang Junxu        | 1              | 127           |
| =  | Gary Wilson       | 1              | 125           |
| =  | Ryan Day          | 1              | 120           |
| =  | Jordan Brown      | 1              | 117           |
| =  | Xiao Guodong      | 1              | 117           |
| =  | Li Hang           | 1              | 116           |
| =  | Zhao Jianbo       | 1              | 111           |
| =  | Sam Craigie       | 1              | 108           |
| =  | Sunny Akani       | 1              | 107           |
| =  | Steven Hallworth  | 1              | 107           |
| =  | Lei Peifan        | 1              | 104           |
| =  | Hossein Vafaei    | 1              | 103           |
| =  | Scott Donaldson   | 1              | 101           |
| =  | Matthew Selt      | 1              | 101           |